# Интервидение (конкурс песни)
Конкурс песни «Интервидение» — конкурс эстрадной песни, организованный Международной организацией радиовещания и телевидения (OIRT) в 1965—1980-х годах.
В конкурсе принимали участие исполнители из стран Европы, Центральной Азии, Африки, Америки. Среди победителей конкурса — Карел Готт, Лили Иванова, Эва Пиларова, Гелена Вондрачкова, Алла Пугачёва, Марион Рунг, Николай Гнатюк и другие. В разные годы на конкурсе в качестве специальных гостей выступали звёзды мировой музыки, такие как Глория Гейнор, Петула Кларк и группа «Бони М». Первый и четвёртый конкурсы совмещались с международным фестивалем «Злата Прага», второй и третий — с международным фестивалем «Братиславская лира», позже четыре конкурса проводились в рамках Международного фестиваля песни в Сопоте.

## История

### 1965—1968
Музыкальный конкурс основан международной организацией «Интервидение», созданной в феврале 1960 года в рамках Международной организации радиовещания и телевидения. Интервидение включало в основном государства социалистического лагеря. Постоянные органы Интервидения — Совет Интервидения, Координационный технический центр, Центр по координации программ — располагались в Праге. Первоначально в Интервидение входили СССР, ГДР, Польша, Венгрия, Чехословакия. Самостоятельными членами организации также считались Украинская ССР, Эстонская ССР, Латвийская ССР. С 1962 года страны-члены Интервидения располагали возможностями непосредственного обмена телевизионными программами и ведения трансляций. С апреля 1963 года участниками Интервидения стали Болгария и Румыния. Позже в Интервидение вошли Литовская ССР, Белорусская ССР, Молдавская ССР, Куба, Монголия, Финляндия, Вьетнам, Афганистан. В работе Интервидения также принимали участие телевизионные организации Югославии.
Среди программ Интервидения преобладали репортажи и трансляции спортивных соревнований, кроме того передавались детские, музыкальные, развлекательные передачи.
В 1965 году в Чехословакии был учреждён международный телевизионный конкурс эстрадной песни, получивший название «Интервидение — Золотой ключ». В 1965 и 1968 годах он совмещался с международным телевизионным фестивалем «Злата Прага», а в 1966 и 1967 годах — с международным фестивалем «Братиславская лира», проводившимся в Братиславе. Результаты конкурса определяло международное жюри тайным голосованием представителей стран-участниц: занявшим первые три места артистам вручались золотой, серебряный и бронзовый ключи. На первом фестивале в Праге, в котором 12 июня 1965 года принимали участие по два представителя от Венгрии, ГДР, Польши, СССР, Чехословакии и Югославии, победил Карел Готт (Чехословакия) с песней «Tam, kam chodí vítr spát». В дальнейшем к участию подключились артисты из Болгарии, Румынии и Финляндии. В 1966 году победительницей второго песенного фестиваля стала Лили Иванова (Болгария) с песней «Адажио», в 1967 году «Золотой ключ» получила Эва Пиларова (Чехословакия) с песней «Rekviem», а в 1968 году в Карловых Варах победителем снова стал Карел Готт с песней «Proč ptáci zpívají?».
В качестве приглашённых гостей фестиваля привлекались победители «Евровидения»: такие, как Удо Юргенс и Сэнди Шоу. При этом фестиваль «Интервидение-1968», в котором участвовали представители как Западной, так и Восточной Европы, стал первым в истории транслируемым по телевидению общеевропейским песенным конкурсом. События, связанные с «Пражской весной», приостановили развитие фестиваля, хотя продолжали проводиться публичные представления с участием эстрадных исполнителей из различных стран. В частности, в 1971 году во внеконкурсной программе фестиваля «Дечинский якорь» был организован гала-концерт «Золотой ключ» артистов из шести стран (Чехословакию представляла Эва Пиларова) и специального гостя.

### 1977—1980
В 1977 году официальное название «Интервидение» получил песенный конкурс, ежегодно проводившийся в польском городе Сопоте. На фестивале выступали и гости, в том числе Глория Гейнор, Петула Кларк, группа «Бони М». Как отмечала Марион Рунг, победительница в конкурсе 1980 года, в то время «Интервидение» было гораздо более масштабным фестивалем, чем конкурс песни «Евровидение». Но его развитию снова помешали политические события: к лету 1980 года в Гданьске тысячи рабочих бастовали под руководством движения «Солидарность», в следующем году польские власти ввели военное положение, и конкурс в Сопоте не проводился. Когда в 1984 году конкурс песни был возобновлён польскими властями, он снова стал называться музыкальным фестивалем в Сопоте.
О призах «Интервидения», вручавшихся в 1980-х годах, до ликвидации международной организации, сохранились отрывочные сведения. Например, в 1983 году «Интервидением» был организован и проведён конкурс в семи городах, включая Тампере, Москву, Варшаву, Росток, Софию, Прагу (она принимала участников дважды, в том числе в финальный вечер, которому 20 мая 1984 года была посвящена телепередача в СССР). Обладателем гран-при стал польский исполнитель Збигнев Водецкий с песней «Я люблю возвращаться туда, где уже был» (Lubie wracac tam gdzie bylem), в числе лауреатов — Марина Флореа (Румыния), Маргарита Горанова (Болгария), Карел Чернох (Чехословакия), а также Джим Мейджин в дуэте с Джонни Коллинзом (Великобритания). В качестве обладателя гран-при «Интервидения», полученного в Праге в 1989 году за песню «Контраст», упоминается Веселин Маринов (Болгария). Однако отсутствуют обобщающие источники, однозначно относящие к числу победителей «Интервидения» после 1980 года обладателей призов гала-концертов, организованных международной организацией, таких, как гала-концерты по итогам радиоконкурса «Восемь песен в студии», на которых выступали Збигнев Водецкий и Веселин Маринов.

## Победители
Ниже указан список победителей конкурса песни Интервидение за всё время его существования.
| Год                                      | Страна       | Исполнитель        | Песня                    | Баллы | Отрыв | Второе место | Дата          | Место проведения |
| ---------------------------------------- | ------------ | ------------------ | ------------------------ | ----- | ----- | ------------ | ------------- | ---------------- |
| 1965                                     | Чехословакия | Карел Готт         | Tam, kam chodí vítr spát |       |       |              | 12 июня       | Прага            |
| 1966                                     | Болгария     | Лили Иванова       | «Адажио»                 |       |       | Чехословакия | 25 июня       | Братислава       |
| 1967                                     | Чехословакия | Эва Пиларова       | Rekviem                  |       |       | Югославия    | 17 июня       | Братислава       |
| 1968                                     | Чехословакия | Карел Готт         | Proč ptáci zpívají?      |       |       | Югославия    | 22 июня       | Карловы Вары     |
| С 1969 по 1976 год конкурс не проводился |              |                    |                          |       |       |              |               |                  |
| 1977                                     | Чехословакия | Гелена Вондрачкова | Malovaný džbánku         | 174   | 24    | Куба         | 27 августа    | Сопот            |
| 1978                                     | СССР         | Алла Пугачёва      | «Всё могут короли»       | 88    | 24    | ГДР          | 26 августа    | Сопот            |
| 1978                                     | Чехословакия | Вацлав Нецкарж     | Patrik                   | 88    | 24    | ГДР          | 26 августа    | Сопот            |
| 1979                                     | ПНР          | Чеслав Немен       | Nim przyjdzie wiosna     | 82    | 16    | Испания      | 25 августа    | Сопот            |
| 1980                                     | СССР         | Николай Гнатюк     | «На ветрах осенних»      | 30    | 6     | Испания      | 23 августа    | Сопот            |
| 1980                                     | Финляндия    | Марион Рунг        | Hyvästi yö               | 30    | 6     | Испания      | 23 августа    | Сопот            |
| 1980                                     | Чехословакия | Марика Гомбитова   | Chcem sa s tebou deliť   | 30    | 6     | Испания      | 23 августа    | Сопот            |
| С 1981 по 2007 год конкурс не проводился |              |                    |                          |       |       |              |               |                  |
| 2008                                     | Таджикистан  | Тахмина Ниязова    | [ 20 ]                   | 216   | 1     | Россия       | 28-31 августа | Сочи             |
| С 2009 по 2024 год конкурс не проводился |              |                    |                          |       |       |              |               |                  |
| 2025                                     |              |                    |                          |       |       |              | 20 сентября   | Москва           |

## Страны-участницы
В конкурсе песни Интервидение принимали участие страны-члены ОИРТ, СЭВ и ряд других стран, сотрудничавших с этими организациями.
В 1960-е годы, на первом этапе развития фестиваля, число стран-участниц возросло от 6 в 1965 году до 14 в 1968 году. На втором этапе (1977-1980) число стран-участниц колебалось от 10 до 13.
Без учёта гала-концертов 1980-х годов в разное время в конкурсе принимали участие: Австрия, Бельгия, Болгария, Венгрия, Испания, Канада, Куба, Марокко, Нидерланды, Польша, Португалия, Румыния, Финляндия, Швейцария; а также ГДР, ФРГ, СССР, Чехословакия и Югославия.

## Правопреемство
Интервидение прекратило своё существование с распадом социалистического лагеря, но с тех пор неоднократно возникала идея возродить международный песенный фестиваль, воплощавшаяся в таких альтернативных проектах, как конкурс «Новая волна», проводимый с 2002 года, Crimea Music Fest, проводившийся с 2011 по 2012 год, и музыкальный конкурс фестиваля «Славянский базар», проводимый с 1992 года.
В 2008 году компания «Красный Квадрат» организовала в Сочи конкурс «Пять звёзд. Интервидение», в котором приняли участие исполнители поп- и рок-музыки из стран СНГ. В 2008 году компания «Красный Квадрат» совместно с «Первым каналом» провела конкурс в Сочи, придав международный статус всероссийскому конкурсу молодых исполнителей «Пять звёзд». Три года Первый канал проводил этот фестиваль в национальном формате, и каждый год в оргкомитет поступали заявки из других стран. В четвёртый раз правила мероприятия пересмотрели, переименовав его в «Пять звезд. Интервидение» с введением правила, что очередной конкурс должен проводиться в стране-победительнице. Обладательницей гран-при стала Тахмина Ниязова из Таджикистана, получившая также премию в номинации «Дебют Интервидения» как самая молодая участница.
Весной 2009 года в Душанбе побывали организаторы конкурса, которые вместе с таджикской стороной приняли решение провести конкурс в культурно-развлекательном комплексе «Кохи Борбад». Однако позднее срок проведения мероприятия был перенесен с августа на октябрь. Затем организаторы «Интервидения» решили привлечь к участию в конкурсе страны-участницы Шанхайской организации сотрудничества, в связи с чем было принято решение об очередном переносе сроков его проведения. В октябре 2009 года российские организаторы фестиваля (компании «Красный квадрат» и «Первый канал») официально уведомили таджикистанскую сторону о «неготовности к проведению конкурса в Душанбе в этом году».
В 2009 году российский премьер-министр Владимир Путин предложил перезапуск конкурса, на этот раз между Россией, странами Ближнего зарубежья, Китаем и другими странами Центральной Азии, в рамках Шанхайской организации сотрудничества. В мае 2014 года было объявлено о планах возрождения Международного конкурса молодых исполнителей «Интервидение», намеченного к проведению на октябрь 2014 года в Сочи.
Российский отборочный тур в виде музыкального конкурса «Пять звёзд» прошёл в Ялте в июне 2014 года. Победителем стал 19-летний Александр Иванов, исполнивший песню Николая Носкова «А на меньшее я не согласен». Однако осенью 2014 года в установленный срок конкурс в Сочи не состоялся, как заявил организатор Виктор Дробыш — из-за политической ситуации. Затем срок был перенесён на 2015 год без уточнения даты.
В 2023 году на Международном культурном форуме в Санкт-Петербурге было объявлено о возобновлении международного конкурса популярной песни «Интервидение». Планируется проведение фестиваля в Москве с участием стран БРИКС в 2025 году.
Соответствующий указ президента России о проведении в 2025 году международного музыкального конкурса в Москве и Московской области размещен 3 февраля 2025 года на официальном интернет-портале правовой информации. Председателем организационного комитета конкурса назначен вице-премьер РФ Дмитрий Чернышенко, а главой наблюдательного совета — первый заместитель руководителя администрации президента РФ Сергей Кириенко. Среди задач набсовета — утверждение концепции мероприятия, координация информационного сопровождения конкурса для популяризации многообразия культур, дальнейшее развитие конкурса, в частности в сфере международного сотрудничества.
Согласно документу, за подписью Владимира Путина, цель проведения «Интервидения» — развитие международного культурно-гуманитарного сотрудничества. Ранее глава Первого канала Константин Эрнст заявил, что данный конкурс станет свободной трибуной, где все страны смогут представлять образцы своей поп-музыки. Позже Владимир Путин сообщил, что идею проведения фестиваля по типу «Интервидения» поддержали «китайские друзья». После того как Максим Фадеев рассказал что у него было три варианта одной песни для Интервидения 2025 поклонники заподозрили его в самоплагиате на песню 2015 года  Breach The Line («Пересечь черту») .